# Кубок України з футболу серед аматорів
Кубок України з футболу серед аматорських команд — національний турнір за олімпійською схемою серед аматорських клубів. Переможець здобуває право участі в розіграші Кубка України серед професіоналів.

## Історія
1996 року Федерація футболу України вирішила провести Кубок серед аматорських клубів, який розпочався у вересні того ж року. Це була частина чергової реформи і поверненням до «Банниковських порядків», коли в Україні існували два окремих один від одного турніри. У 1992–1996 роках у незалежній Україні переможці кубкових змагань регіонів напряму допускалися до головного кубкового турніру країни.
Дебютний фінал Кубока України з футболу серед аматорів відбувся 1 і 8 червня 1997 року. «Домобудівник» (Чернігів) переміг за сумою двох матчів «Кристал» (Пархомівка) (1:1 і 2:0). Таким чином жоден з клубів чи команд не членів ПФЛ був допущеним до розіграшу Кубок України з футболу 1996—1997.
Починаючи з наступного сезону 1997/98 змагання перейшли під егіду новоствореної Асоціації аматорського футболу України. А любительські колективи відновили виступи у Кубку України як переможці Кубка України з футболу серед аматорів ААФУ попереднього сезону. «Контрольний постріл» у розвиток Кубка України з футболу серед аматорів було зроблено у 1999 році коли було додано ще один турнір Кубок другої ліги України з футболу, який зменшував до абсолютного мінімуму попадання аматорських команд на Кубок України й відправив їх у вільне плавання відокремлюючи любительський футбол від професійного. Усі аматорські змагання переведені на «календарний» сезон, весна-осінь. Число учасників досягло мінімуму.
Після ліквідації скандального Кубка другої ліги України з футболу у 2001, аматорам дозволили повернутися до основного змагання знову ж у дозованому стилі у 2006 році.
Для популяризації змагань на аматорському рівні, а також на хвилі підготовки до Євро 2012, у 2011 році було проведено Суперкубок України з футболу серед аматорів. У тому ж 2011 році було послаблено обструкцію доступу аматорських команд до Кубка України і квоту збільшено від одного до двох команд.
Внаслідок того що у 2022–23 сезоні Кубок України не проводився, у 2023 році вперше з 1996 року до Кубка України з футболу 2023—2024 було допущено більш ніж два учасники ААФУ змагань збільшивши квоту до 4.
Двічі перемагали в турнірі три команди: «Південьсталь» (Єнакієве Донецької області), «Чайка» (Петропавлівська Борщагівка Київської області) та ЛНЗ (Лебедин Черкаської області). Серед усіх переможців Кубока України з футболу серед аматорів «Південьсталь» (Єнакієве Донецької області) є єдиною командою яка також перемагала у Кубоку УРСР з футболу серед КФК.

## Усі фінали Кубка
| Сезон     | К-ть учасників | Володар Кубка | Рахунок | Фіналіст |
| --------- | -------------- | --- | --- | --- |
| 2024—2025 | 25             | «Агротех» (Тишківка Кіровоградська обл.) | 1:0 | «Маяк» (Сарни Рівненська обл.) |
| 2023—2024 | 27             | ФК «Миколаїв» (Миколаїв Львівської обл.) | 2:2(г), 1:1(д) | «Штурм» (Іванків Київської обл.) |
| 2022—2023 | 16             | «Дружба» (Мирівка Київської обл.) | 1:0(г), 1:1(д) | «Олімпія» (Савинці Полтавської обл.) |
| 2021—2022 | 26             | Через повномасштабне російське вторгнення в Україну сезон завершено достроково без визначення призерів (Турнір зупинився на стадії 1/4 фіналу) | Через повномасштабне російське вторгнення в Україну сезон завершено достроково без визначення призерів (Турнір зупинився на стадії 1/4 фіналу) | Через повномасштабне російське вторгнення в Україну сезон завершено достроково без визначення призерів (Турнір зупинився на стадії 1/4 фіналу) |
| 2020—2021 | 28             | ЛНЗ (Лебедин Черкаської обл.) | 4:0(г), 2:0(д) | «Олімпія» (Савинці Полтавської обл.) |
| 2019—2020 | 28             | «Олімпія» (Савинці Полтавської обл.) | 1:1(д), 1:0(г) | «Вікторія» (Миколаївка Сумської обл.) |
| 2018–2019 | 40             | «Авангард» (Бзів Київської обл.) | 1:0(д), 0:0(г) | ФК «Вовчанськ» (Вовчанськ Харківської обл.) |
| 2017–2018 | 40             | «ЛНЗ-Лебедин» (Лебедин Черкаської обл.) | 3:0(г), 0:2(д) | «Вікторія» (Миколаївка Сумської обл.) |
| 2016–2017 | 27             | «Чайка» (Києво-Святошинський район Київської обл.)                                                                                             | 2:0(д), 3:1(г) | СКК «Демня» (Демня Львівська обл.) |
| 2015      | 32             | «Гірник» (Соснівка Львівської обл.) | 2:1(д), 0:0(г) | «Балкани» (Зоря Одеської обл.) |
| 2014      | 23             | АФ «П'ятихатська» (Володимирівка Кіровоградської обл.)                                                                                         | 1:0(д), 2:1(г) | СКК «Демня» (Демня Львівської обл.) |
| 2013      | 27             | «Чайка» (Києво-Святошинський район Київської обл.)                                                                                             | 2:3(г), 3:0(д) | «Єдність» (Плиски Чернігівської обл.) |
| 2012      | 19             | «Нове Життя» (Андріївка Полтавської обл.) | 1:1(г), 2:1(д) | ОДЕК (Оржів Рівненської обл.) |
| 2011      | 22             | ФК «Буча» (Буча Київської обл.) | 3:1(г), 4:1(д) | «Гвардієць» (Гвардійське АР Крим) |
| 2010      | 24             | «Берегвідейк» (Берегове Закарпатської обл.) | 2:0(д), 2:2(г) | «Словхліб» (Слов'янськ Донецької обл.) |
| 2009      | 22             | «Карпати» (Яремче Івано-Франківської обл.) | 0:2(г), 3:0(д) | «Ходак» (Черкаси) |
| 2008      | 26             | «Ірпінь» (Гореничі Київської обл.) | 0:0(г), 3:1(д) | «Галичина» (Львів) |
| 2007      | 17             | «Єдність-2» (Плиски Чернігівської обл.) | 0:0(д), 2:0(г) | «Торпедо» (Миколаїв) |
| 2006      | 15             | «Карпати» (Кам'янка-Бузька Львівської обл.) | 0:1(д), 3:1(г) | «Колос» (Нікопольський р-н Дніпропетровської обл.)                                                                                             |
| 2005      | 19             | «Південьсталь» (Єнакієве Донецької обл.) | 4:1(г), 1:1(д) | «Хіммаш» (Коростень Житомирської обл.) |
| 2004      | 16             | КЗЕЗО (Каховка Херсонської обл.) | 1:1(г), 5:3(д) | «Хіммаш» (Коростень Житомирської обл.) |
| 2003      | 16             | «Єдність» (Плиски Чернігівської обл.) | 0:0(г), 2:0(д) | ОДЕК (Оржів Рівненської обл.) |
| 2002      | 16             | «Гарай» (Жовква Львівської обл.) | 1:0(г), 4:2(д) | «Рудь» (Житомир) |
| 2001      | 16             | «Південьсталь» (Єнакієве Донецької обл.) | 4:0(д), 2:1(г) | СК «Перечин» (Перечин Закарпатська обл.) |
| 2000      | 15             | ФК «Лужани» (Лужани Чернівецької обл.) | 5:1(д), 4:4(г) | «Кристал» (Пархомівка Харківської обл.) |
| 1999      | 13             | «Шахта „Україна“» (Українськ Донецької обл.)                                                                                                   | 2:0(д), 1:2(г) | «Троянда-Експрес» (Гірка Полонка Волинської обл.)                                                                                              |
| 1998–1999 | 25             | ГПЗ (Варва Чернігівської обл.) | 4:0(д), 3:3(г) | «Троянда-Експрес» (Гірка Полонка Волинської обл.)                                                                                              |
| 1997–1998 | 20             | «Зоря» (Хоростків Тернопільської обл.) | 2:1(г), 0:0(д) | «Даліс» (Комишуваха Запорізької обл.) |
| 1996–1997 | 18             | «Домобудівник» (Чернігів) | 1:1(д), 2:0(г) | «Кристал» (Пархомівка Харківської обл.) |

1. ↑  Кубок проводився до створення ААФУ